# Énergie au Nigeria
Le secteur de l'énergie au Nigeria est marqué par le poids dominant de l'industrie pétrolière et gazière qui apporte 90 % des revenus d'exportation en 2021. Mais du point de vue des consommateurs, il est caractérisé avant tout par la faiblesse de la consommation d'énergie primaire : 41 % de la moyenne mondiale (mais 2,2 fois la moyenne africaine) en 2021, et par la part prépondérante de la biomasse dans cette consommation : 74,5 % en 2021.
La production d'énergie primaire au Nigeria se répartissait en 2021 entre le pétrole : 30,5 %, le gaz naturel : 15,3 % (production multipliée par onze depuis 1990) et la biomasse : 53,3 %. Le Nigeria se classe en 2022 au 11e rang mondial pour ses réserves de pétrole et au 15e rang mondial pour sa production de pétrole, au 9e rang mondial pour ses réserves de gaz naturel, au 17e rang mondial pour sa production de gaz naturel et au 12e rang mondial pour ses exportations de gaz naturel.
La consommation d'énergie primaire repose pour l'essentiel sur la biomasse : 74,5 % en 2021, et les combustibles fossiles : 25,1 % (pétrole : 14,0 % ; gaz naturel : 10,1 %, charbon : 0,9 %).
L'électricité représente seulement 1,7 % de la consommation finale d'énergie du Nigeria en 2021, taux d'électrification parmi les plus bas au monde. La production d'électricité utilise très majoritairement le gaz naturel : 77,8 % en 2021, et secondairement l'hydroélectricité : 22,0 %. La consommation d'électricité par habitant en 2021 atteint seulement 3 % de la moyenne mondiale et 17 % de la moyenne africaine.
Les émissions de CO2 liées à l'énergie par habitant sont très faibles : 10,7 % de la moyenne mondiale et 52 % de la moyenne africaine en 2022. Mais elles progressent cinq fois plus vite que la moyenne mondiale : +53 % contre +10,6 % entre 1990 et 2022. Les fuites et vols de pétrole ainsi que le torchage du gaz naturel associé au pétrole causent des pollutions de grande ampleur dans le delta du Niger.

## Vue d'ensemble
| Énergie au Nigeria | Énergie au Nigeria | Énergie au Nigeria       | Énergie au Nigeria | Énergie au Nigeria | Énergie au Nigeria | Énergie au Nigeria |
| --- | ------------------ | ------------------------ | ------------------ | ------------------ | ------------------ | ------------------ |
| | Population         | Consom. énergie primaire | Produc.            | Export. nette      | Consom. élect.*    | Émissions GES**    |
| Année | Million            | PJ                       | PJ                 | PJ                 | TWh                | Mt CO2éq           |
| 1990 | 95,62              | 2 782                    | 6 126              | 3 325              | 10,8               | 158                |
| 2000 | 122,85             | 3 661                    | 8 303              | 4 608              | 11,8               | 206                |
| 2010 | 160,95             | 5 396                    | 10 696             | 5 284              | 22,2               | 197                |
| 2011 | 165,46             | 5 888                    | 10 920             | 4 992              | 23,0               | 199                |
| 2012 | 170,08             | 5 959                    | 11 219             | 5 303              | 24,4               | 195                |
| 2013 | 174,73             | 6 086                    | 10 628             | 4 509              | 24,6               | 201                |
| 2014 | 179,38             | 6 229                    | 10 804             | 4 557              | 27,4               | 209                |
| 2015 | 184,00             | 6 132                    | 10 780             | 4 706              | 28,2               | 201                |
| 2016 | 188,67             | 6 349                    | 10 197             | 3 770              | 31,0               | 198                |
| 2017 | 193,50             | 6 346                    | 10 425             | 4 017              | 27,4               | 192                |
| 2018 | 198,39             | 6 328                    | 10 641             | 4 370              | 28,4               | 198                |
| 2019 | 203,30             | 6 708                    | 10 953             | 4 202              | 28,1               | 207                |
| 2020 | 208,33             | 6 729                    | 10 045             | 3 230              | 29,8               | 193                |
| 2021 | 213,40             | 6 905                    | 9 658              | 2 508              | 30,6               | 197                |
| variation 1990-2021 | +123 %             | +148 %                   | +58 %              | -25 %              | +183 %             | +25 %              |
| * consommation brute d'électricité = production+importations-exportations-pertes en ligne ** émissions de gaz à effet de serre liées à l'énergie. |                    |                          |                    |                    |                    |                    |

## Comparaisons internationales
Dans les classements de l'Agence internationale de l'énergie et de l'Energy Institute, le Nigeria apparait comme :
- 9e exportateur mondial de pétrole brut avec 2 705 PJ (pétajoules) en 2021, soit 3,0 % du total mondial ; le no 1, l'Arabie Saoudite, a exporté 13 235 PJ[1] ;
- 12e exportateur mondial de gaz naturel avec 17,5 Gm3 (milliards de m3) en 2023, soit 1,4 % du total mondial ; le no 1, les États-Unis, a exporté 203,5 Gm3[1].

## Production d'énergie primaire

Place du pétrole dans les exportations du Nigeria en 2019.

Le Nigeria est le plus grand producteur de pétrole d'Afrique, détient les plus grandes réserves de gaz naturel sur le continent et figure parmi les cinq premiers exportateurs mondiaux de gaz naturel liquéfié (GNL). Il est membre de l'OPEP depuis 1971, plus d'une décennie après le début de la production de pétrole dans l'état de Bayelsa dans les années 1950. La production de pétrole souffre cependant de ruptures d'approvisionnement qui ont pu atteindre 500 000 barils par jour. L'industrie pétrolière et gazière du Nigeria est située principalement dans la zone méridionale du Delta du Niger.
Les hydrocarbures sont les principales ressources de l'économie nigériane. L'industrie pétrolière et gazière apporte 90 % des revenus d'exportation en 2021. L'économie du Nigeria est très vulnérable à la baisse des prix du brut.
| Source                                                  | 1990  | %    | 2000  | %     | 2010   | %    | 2020   | %     | 2021  | % 2021  | var. 2021/1990 |
| Charbon                                                 | 2     | 0,04 | 0,1   | 0,001 | 1      | 0,01 | 61     | 0,6   | 65    | 0,7 %   | x28            |
| Pétrole                                                 | 3 776 | 61,6 | 4 924 | 59,4  | 5 408  | 50,9 | 3 307  | 32,9  | 2 944 | 30,5 %  | -22 %          |
| Gaz naturel                                             | 137   | 2,2  | 426   | 5,1   | 1 113  | 10,5 | 1 589  | 15,8  | 1 476 | 15,3 %  | +979 %         |
| Total fossiles                                          | 3 915 | 63,9 | 5 350 | 64,5  | 6 522  | 61,4 | 4 957  | 49,3  | 4 485 | 46,4 %  | +15 %          |
| Hydraulique                                             | 16    | 0,3  | 20    | 0,2   | 23     | 0,2  | 28     | 0,3   | 29    | 0,3 %   | +81 %          |
| Biomasse-déchets                                        | 2 195 | 35,8 | 2 917 | 35,2  | 4 089  | 38,5 | 5 060  | 50,4  | 5 144 | 53,3 %  | +134 %         |
| Solaire                                                 | 0     |      | 0     |       | 0      |      | 0,15   | 0,002 | 0,17  | 0,002 % | ns             |
| Total EnR                                               | 2 211 | 36,1 | 2 937 | 35,4  | 4 112  | 38,7 | 5 088  | 50,7  | 5 173 | 53,6 %  | +134 %         |
| Total                                                   | 6 125 | 100  | 8 287 | 100   | 10 634 | 100  | 10 045 | 100   | 9 658 | 100 %   | +58 %          |
| Source des données : Agence internationale de l'énergie |       |      |       |       |        |      |        |       |       |         |                |

### Pétrole

#### Réserves
BGR (Agence fédérale allemande pour les sciences de la Terre et les matières premières) estime les réserves prouvées de pétrole du Nigeria à 5 030 Mt (millions de tonnes) fin 2022, soit 2,0 % du total mondial, au 11e rang mondial et au second rang en Afrique derrière la Libye (6 580 Mt). Ces réserves représentent 73 années de production au rythme de 2022 (69 Mt. Les ressources potentielles supplémentaires sont estimées à 5 378 Mt, au 12e rang mondial.
La majorité des réserves se trouve dans le Delta du Niger et en mer dans le Golfe du Bénin, le Golfe de Guinée et le Golfe de Bonny. Les activités d'exploration récentes se concentrent surtout sur l'offshore profond et ultra-profond. NNPC a entrepris des campagnes d'exploration à terre dans le nord-est du Nigeria, dans le bassin du Tchad, mais le manque de découvertes et la présence du groupe Boko Haram ont mis l'exploration à l'arrêt. L'exploration dans le Delta du Niger a décru à cause des problèmes croissants de sécurité liés au vol de pétrole et au sabotage d'oléoducs. Plusieurs majors pétroliers ont vendu leurs actifs terrestres, donnant à des compagnies nigérianes l'opportunité d'entrer dans le secteur. Les incertitudes sur les investissements dues au projet de loi PIB ont aussi contribué à différer l'investissement dans les projets en eau profonde, dont les dates de démarrage ont été continuellement repoussées.

#### Production
En 2023, le Nigeria a produit 1,54 Mb/j (millions de barils par jour), soit 73,9 Mt (millions de tonnes) de pétrole, en hausse de 6,7 % par rapport à 2022, mais en baisse de 32 % depuis 2013. Il se classe au 15e rang mondial avec 1,6 % de la production mondiale et au 1er rang en Afrique avec 21,6 % de la production africaine.
En 2022, le Nigeria a produit 1,146 Mbl/j de pétrole ; c'est le niveau le plus bas, en moyenne annuelle, depuis plus de trente ans, bien en-dessous du quota de 1,8 Mbl/j fixé par l'Opep. Le cadre légal a longtemps dissuadé les compagnies pétrolières internationales d'investir. L'entrée en vigueur d'une nouvelle loi sur la taxation des profits a été sans cesse décalée. Elle a finalement été votée en 2021. Le sous-investissement affecte aussi les projets qui sont déjà en phase d'exploitation. L'insécurité et la corruption sont généralisées dans la région pétrolière du delta. Les enlèvements de salariés du secteur pétrolier sont fréquents. Le vol de pétrole concernerait entre 400 et 450 000 bl/j. Oléoducs, tankers, raffineries, des infrastructures de grande envergure sont mobilisées pour cette économie parallèle à laquelle participe une partie de l'armée, des autorités locales et de la compagnie pétrolière nationale.
La production de brut a atteint un pic de 2,44 Mb/j en 2005, puis a décliné, sous l'effet des violences perpétrées par des groupes militants, jusqu'à 1,8 Mb/j en 2009 ; une légère reprise s'est produite après l'amnistie accordée à ces groupes en 2009 en échange de leur désarmement, et surtout grâce au développement de l'offshore. Le Nigeria produit surtout du brut léger à basse teneur en soufre. Aucun champ pétrolier majeur n'a été mis en production depuis celui d'Usan (125 kb/j, offshore profond) en février 2012 ; le petit gisement de Bonga Nord-ouest (40 kb/j) mis en service en 2014 a permis de compenser le déclin de la production. Plusieurs projets en eau profonde ont été repoussés depuis plusieurs années à cause de l'incertitude créée par le projet de loi PIB : seuls deux projets sur neuf ont été entérinés par les groupes pétroliers. Le potentiel des projets repoussés est estimé à 1,1 Mb/j sur les cinq prochaines années, dont seulement 23 % ont atteint le stade final de leur développement. Les principaux projets en eau profonde sont ceux de Total à Egina (200 kb/j prévus pour 2019 ou plus tard) et de Shell à Bonga sud-ouest et Aparo (225 kb/j prévus pour 2020 ou plus tard). La chute du prix du brut en 2014 va exacerber l'attentisme des investisseurs.

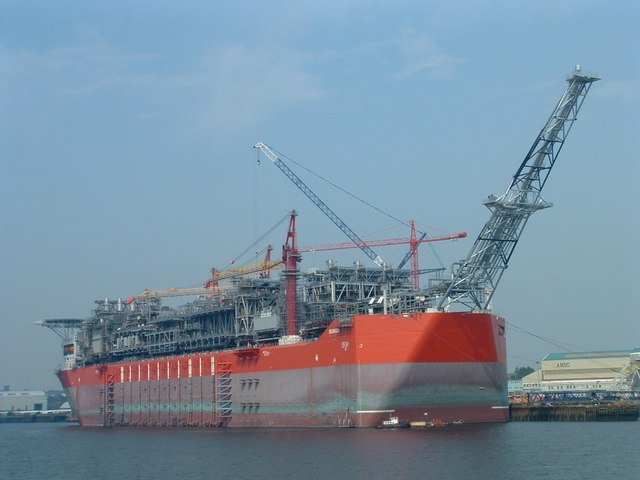
Plate-forme flottante de Bonga.

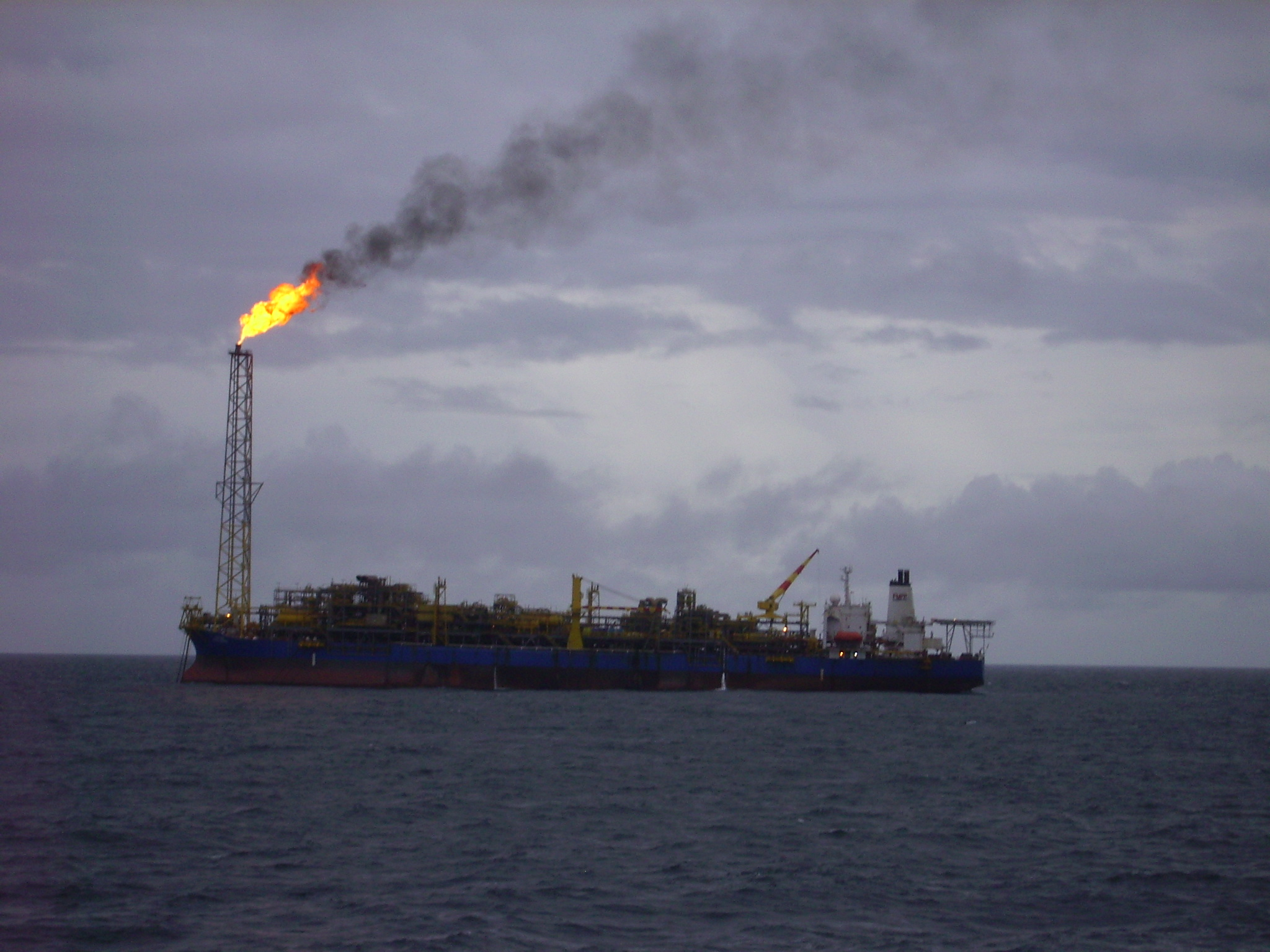
FPSO Mystras en action au large du Nigéria

Le gisement en eau profonde de Bonga, découvert en 1996, a été mis en service en 2006 grâce à une unité flottante de production, de stockage et de déchargement d'une capacité de production de 225 000 barils par jour, ainsi que 4,2 millions de mètres cubes de gaz naturel par jour, livrés à l'usine de liquéfaction de Bonny Island via un gazoduc. Le gisement d'Akpo a commencé sa production en 2009 également au moyen d'une unité flottante de production, de stockage et de déchargement.

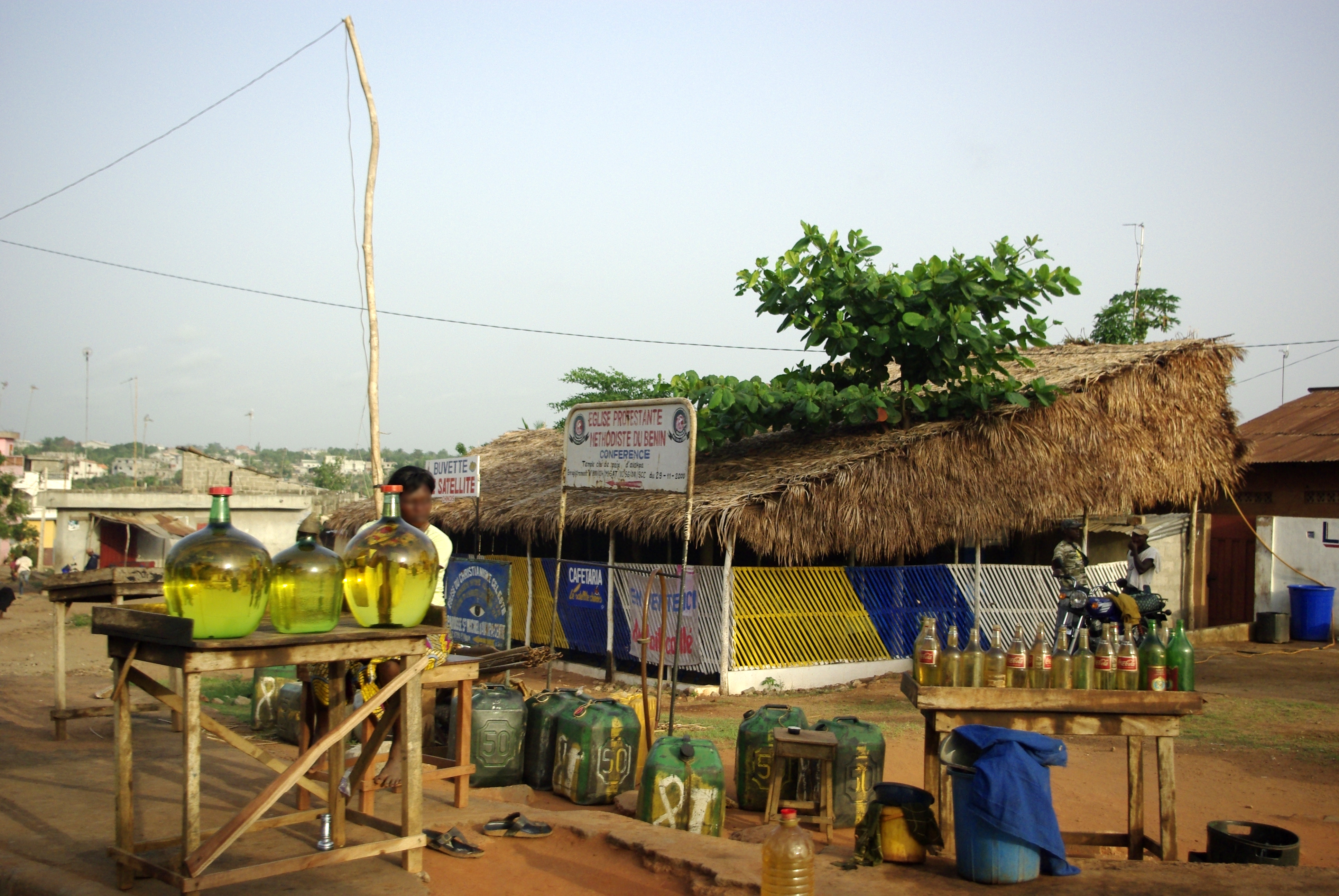
Stand de kpayo (essence frelatée provenant de la contrebande nigériane) et d'huile à moteur à Porto-Novo

Les vols de pétrole ont varié, atteignant parfois 400 kb/j ; cette estimation est cependant contestée car elle pourrait inclure les pertes dues à une maintenance insuffisante. Au début des années 2000, une vague d'actes de vandalisme, d'enlèvements et d'attaques sur des installations pétrolières a été déclenchée par des groupes locaux, en particulier le Mouvement pour l'émancipation du Delta du Niger (MEND), revendiquant la redistribution des richesses pétrolières et un plus grand contrôle local sur le secteur pétrolier. L'amnistie de 2009 a produit un reflux de ces attaques, permettant aux compagnies de réparer les dégâts. Mais le manque de progrès dans la création d'emplois et le développement a contribué à une reprise des vols et attaques. Des réseaux complexes associant la jeunesse locale et les communautés villageoises à des professionnels tels que des banquiers corrompus, des responsables gouvernementaux et des policiers, organisent le trafic du pétrole volé à divers niveaux de la chaîne de production : puits d'extraction, oléoducs, réservoirs de stockage des terminaux d'exportation. Le pétrole volé est pompé sur des barges ou de petits tankers puis transféré sur des tankers de grande taille au large. Une partie est raffinée dans des raffineries clandestines dont les produits sont vendus sur le marché local, mais la grande majorité du brut volé est exportée via les terminaux d'exportation ou par camions.
La piraterie s'est développée ; les experts de la sécurité estiment que la côte de l'Afrique de l'ouest est devenue la plus dangereuse au monde, surpassant celle de l'Afrique de l'est (en particulier celle de la Somalie). Plusieurs attaques de pirates ont causé des blessures et des morts parmi les membres d'équipage, mais selon le Bureau maritime international, les actes de piraterie sont sous-déclarés par crainte d'une recrudescence de ces attaques, de l'augmentation des coûts d'assurance et de divulgation d'information confidentielles sur les bateaux. La piraterie en Afrique occidentale se concentre plus sur les vols de pétrole que sur les prises d'otages ; des cargaisons entières ont été volées ; certains analystes soupçonnent les pirates d'être des militants des groupes nigérians tels que le MEND. Un des principaux obstacles dans la lutte contre la piraterie est le refus du gouvernement nigérian d'autoriser la présence de gardes armés étrangers dans ses eaux territoriales, tactique qui a prouvé son efficacité en Afrique orientale.

#### Organisation du secteur
La Nigerian National Petroleum Corporation (NNPC), créée en 1977 pour superviser la réglementation de l'industrie pétrolière et gazière, a aussi des responsabilités annexes pour les développements amont et aval. En 1988, la NNPC a été divisée en 12 filiales pour réguler les sous-secteurs de l'industrie. Le Département des ressources pétrolières du Ministère des ressources pétrolières est un autre régulateur clé, spécialisé dans la vérification de la conformité générale, les locations et les permis, ainsi que les normes environnementales. la plupart des projets pétroliers et gaziers sont basés sur des coentreprises entre NNPC, actionnaire majoritaire, et les groupes internationaux, en particulier Shell, ExxonMobil, Chevron, Total et Eni. Le reste des projets est géré par des contrats de partage de production avec les groupes internationaux, fiscalement plus avantageux, en particulier dans l'offshore profond. L'instabilité dans la région du Delta du Niger a amené les groupes internationaux à vendre leurs parts dans les gisements terrestres et en eau peu profonde à des compagnies nigérianes ou à des petites compagnies pour se concentrer sur l'offshore profond et les gisements terrestres de gaz naturel. Le Petroleum Industry Bill (PIB), projet de loi proposé en 2008, prévoyait un changement important de l'organisation du secteur et des règles fiscales, qui menaçait la viabilité de certains projets, en particulier dans l'offshore profond ; cette menace a fortement ralenti les investissements ; il n'y a eu aucun cycle d'octroi de licences depuis 2007 ; le projet n'a été soumis à l'Assemblée nationale qu'en juillet 2012.

#### Consommation et raffinage
Le Nigeria n'a consommé que 305 kb/j en 2014, soit 13 % de sa production de pétrole, en exportant 87 %.
Les subventions aux carburants ont coûté 8 milliards de dollars en 2011, soit 30 % des dépenses de l'État, près de 4 % du PIB et 118 % du budget d'investissement, 4 fois le budget de l'éducation. Le 1er janvier 2012, le gouvernement a supprimé les subventions fédérales, accusées de causer des distorsions de marché, grever les investissements dans l'aval pétrolier, perpétuer les inégalités économiques (les compagnies importatrices de carburants étant les principales bénéficiaires) et créer des opportunités de fraude. Mais le gouvernement a fait demi-tour deux semaines plus tard, rétablissant partiellement les subventions après un tollé public et des grèves massives organisées par les syndicats qui menaçaient d'arrêter la production de pétrole. Une commission d'enquête présidentielle a estimé les pertes associées aux détournements et à la mauvaise gestion du programme de subventions à 1,1 milliard de dollars ; une enquête chez les importateurs de produits pétroliers a conduit à plusieurs arrestations de négociants et à la suspension de compagnies accusées de siphonner les fonds et d'augmenter les prix.
Le Nigeria compte quatre raffineries : Port Harcourt I et II, Warri et Kaduna. Leur capacité totale est de 445 kb/j ; elles fonctionnent constamment au-dessous de leur capacité du fait de pannes, incendies et sabotages sur leurs pipelines d'approvisionnement en brut ; leur taux d'utilisation combiné a été de 22 % en 2013. En conséquence, le pays doit importer des produits pétroliers : 164 kb/j en 2013, bien que la capacité de ses raffineries soit supérieure à la demande intérieure. Le gouvernement planifie depuis plusieurs années la construction de nouvelles raffineries, mais le manque de financement et la politique de subventions aux carburants ont causé des retards. Une compagnie nigériane, le groupe Dangote, prévoit de construire pour 11 milliards de dollars une raffinerie de 500 kb/j près de Lagos ; elle comprendrait un complexe de pétrochimie et d'engrais ; la mise en service est attendue pour la mi-2018 ; si elle est construite, elle sera la plus grande d'Afrique. Le projet controversé de loi PIB prévoyait de privatiser le secteur du raffinage et de libérer les prix des carburants en supprimant leurs subventions. Le gouvernement fédéral a envisagé fin 2013 de privatiser le secteur du raffinage, mais y a renoncé devant les menaces des deux principaux syndicats des travailleurs du pétrole de faire grève si les raffineries étaient vendues.

#### Exportations
En 2021, les exportations de pétrole brut du Nigeria s'élevaient à 2 705 PJ, soit 92 % de sa production. Ses importations de produits pétroliers atteignaient 976 PJ, alors que les raffineries nigérianes n'en ont produit que 5,2 PJ.
En 2014, le Nigeria a exporté 2,05 Mb/j de pétrole brut et condensats. Les États-Unis ont cessé en 2012 d'être le principal importateur de pétrole nigérian, puis ont reculé jusqu'au 10e rang en 2014 ; cette évolution est due à la progression de la production américaine de pétrole de schiste qui présente les mêmes qualités que le pétrole nigérian ; l'Europe a pris la place des États-Unis, augmentant ses importations de plus de 40 % en 2011 et de 30 % en 2012. L'Inde est devenue le premier importateur avec 18 % en 2014. L'Europe reçoit 45 % de ces exportations, dont 10 % pour les Pays-Bas et 9 % pour l'Espagne ; 27 % sont destinées à l'Asie, dont 18 % pour l'Inde et 4 % pour l'Indonésie ; les Amériques reçoivent 15 %, dont 10 % pour le Brésil et 3 % pour les États-Unis ; l'Afrique reçoit 13 %, dont 7 % pour l'Afrique du Sud.

#### Guerre du Biafra

Carte de la République du Biafra

L'accaparement de la rente pétrolière par l'état fédéral a suscité la guerre du Biafra de mai 1967 à janvier 1970; elle commença avec la sécession de la région orientale du Nigeria, qui s'auto-proclama République du Biafra sous la direction du colonel Ojukwu. À la suite du blocus terrestre et maritime du Biafra par les troupes gouvernementales, la région fut plongée dans la famine, ce qui entraîna, selon les estimations, la mort d'un à deux millions de personnes.
De nouvelles tensions apparurent dans les années 1990, aboutissant à une insurrection de groupes armés en 2004, réprimée en 2008-2009 par les Forces armées nigérianes.

### Gaz naturel

#### Réserves
Les réserves prouvées de gaz naturel du Nigeria étaient estimées par le BGR à 5 913 Gm3 (milliards de m3) fin 2022,  au 9e rang mondial avec 2,8 % du total mondial et au 1er rang en Afrique. Elles représentent 133 années de production au rythme de 2022 (44,3 Gm3). Les réserves potentielles supplémentaires étaient estimées à 3 300 Gm3.
La plupart des réserves sont situées dans le Delta du Niger.

#### Production
En 2023, le Nigeria a produit 43,7 Gm3 (milliards de m3) de gaz naturel, soit 1,57 EJ (exajoules), en recul de 7,3 % par rapport à 2022, mais en progression de 32 % depuis 2013. Il se classe au 17e rang mondial avec 1,1 % de la production mondiale.
La production a progressé jusqu'à la déclaration de force majeure par Shell en novembre 2008 sur les fournitures de gaz naturel à l'usine de traitement de gaz et condensats de Soku, qui alimente le seul terminal de gaz naturel liquéfié du pays. Shell ferma l'usine pour réparer les dommages causés à un gazoduc connecté à l'usine qui avait été saboté par des groupes locaux qui siphonnaient les condensats. Elle ne fut rouverte que neuf mois plus tard, mais fut fermée à nouveau pour maintenance sur la plus grande partie de 2009, ce qui causa une forte baisse de la production et des exportations en 2009-2010. La production reprit ensuite sa progression, atteignant un pic de 1,5 trillions US de pieds cubes en 2012 ; en 2013, elle baissa de 10 % à cause de ruptures d'approvisionnement et d'un blocage temporaire des expéditions de GNL.
Les principaux projets en cours de développement sont le champ de Sonam : 215 millions de pieds cubes/jour (Mcf/d), développé par Chevron pour mise en production en 2016 et celui de Gbaran-Unie phase 2 : 800 Mcf/d, développé par Shell pour mise en production en 2017.
Une part importante de la production brute de gaz naturel du Nigeria est brûlée à la torchère parce que certains champs de pétrole n'ont pas l'infrastructure nécessaire pour capter le gaz associé au pétrole. En 2013, le torchage a représenté 428 milliards de pieds cubes (Bcf), soit 15 % de la production brute. Selon la National Oceanic and Atmospheric Administration américaine (NOAA), le Nigeria représentait 10 % du total mondial torché en 2011. Ce montant a cependant diminué récemment, de 540 Bcf en 2010 à 428 Bcf en 2013. Selon Shell, l'un des principaux producteurs de gaz au Nigeria, les principaux obstacles à la réduction du torchage ont été la situation d'insécurité dans le Delta et le manque de financement pour les projets de captage du gaz associé. Le gouvernement a lancé des projets pour éliminer le torchage et utiliser le gaz ainsi récupéré pour produire de l'électricité, mais les progrès sont limités à cause de l'insécurité.

#### Exportations
Les exportations par voie maritime, sous forme de GNL, se sont élevées à 17,5 Gm3 (milliards de m3) en 2023, soit 40 % de la production nationale, 3,2 % des exportations mondiales de GNL et 1,4 % des exportations mondiales totales, au 12e rang mondial. Elles étaient destinées surtout à l'Europe : 9,3 Gm3 (53 %), dont 4,8 Gm3 pour l'Espagne et 0,6 Gm3 pour la France, et à l'Asie : 5,5 Gm3 (31 %), dont 1,6 Gm3 pour la Chine, 1,0 Gm3 pour l'Inde, 0,8 Gm3 pour la Corée du sud, etc.
Le Nigeria se plaçait en 2013 parmi les cinq plus grands exportateurs de GNL avec le Qatar, la Malaisie, l'Australie et l'Indonésie ; il représentait 7 % du marché mondial du GNL, dont 23 % vers le Japon, 17 % vers la Corée du Sud et 14 % vers l'Espagne. Les exportations vers l'Europe ont décru de 67 % en 2010 à 31 % en 2013, au profit du Japon qui a multiplié ses importations de gaz nigérian par six à la suite de l'accident nucléaire de Fukushima ; les exportations vers les États-Unis ont décliné de 57 Bcf en 2006 à 2,5 Bcf en 2013, sous l'effet du boom du gaz de schiste.
Le terminal GNL de Bonny Island, le seul du Nigeria, est exploité par Nigeria LNG Ltd (NNPC 49 %, Shell 25,6 %, Total 15 %, Eni 10,4 %) ; il a six lignes de liquéfaction d'une capacité totale de 22 millions de tonnes par an (1 056 Bcf/y) de GNL et 4 millions de tonnes par an de gaz de pétrole liquéfié (GPL) ; une septième ligne est prévue pour porter la capacité du terminal à plus de 30 millions de tonnes par an. Un consortium entre NNPC, Total et Eni développe le projet de terminal LNG de Brass, dont la capacité sera de 10 millions de tonnes par an, mais qui a pris plusieurs années de retard.

Carte du tracé du Gazoduc trans-saharien en projet.

Le Nigeria exporte de faibles quantités de gaz par le gazoduc West African Gas Pipeline (WAGP) qui a commencé à fonctionner en 2011 ; il est géré par une coentreprise réunissant Chevron (36,9 %), NNPC (24,9 %), Shell (17,9 %), la compagnie ghanéenne Takoradi Power Cy Ltd (16,3 %) et les compagnies de gaz du Togo et du Bénin (2 % chacune). Ce gazoduc de 421 miles (677 km) transporte du gaz depuis la région d'Escravos au Nigeria jusqu'au Ghana en passant par le Bénin et le Togo, où il est surtout utilisé pour la production d'électricité ; il s'alimente à partir du gazoduc Escravos-Lagos et est déposé en mer à une profondeur moyenne de 35 mètres ; sa capacité est de 62 Bcf/y, mais n'est encore utilisée qu'à hauteur d'un tiers ; en 2013, le Nigeria a exporté 21 Bcf par ce gazoduc. Le Nigeria et l'Algérie ont formé des plans pour construire le Gazoduc trans-saharien (Trans-Saharan Gas Pipeline - TSGP), long de 2 500 miles (4 022 km) depuis les gisements du Delta du Niger jusqu'au terminal algérien de Beni Saf sur la côte méditerranéenne, afin d'alimenter l'Europe ; en 2009, NNPC a signé un protocole d'accord avec la Sonatrach pour développer ce projet ; plusieurs compagnies internationales ont manifesté leur intérêt pour ce projet, dont Total et Gazprom ; les problèmes de sécurité sur tout le trajet du gazoduc, les coûts croissants et l'incertitude politique au Nigeria ont continué à retarder ce projet.

#### Conversion gaz→liquide
Un projet de conversion de gaz naturel en diesel synthétique pour véhicules a démarré à mi-2014 et devrait atteindre sa pleine capacité (325 Mcf/d de gaz transformés en 33 200 barils/jour de diesel) à mi-2015 ; l'usine appartient à Chevron (75 %) et NNPC (25 %) avec l'expertise du sud-africain Sasol.

#### Consommation
Le Nigeria n'a consommé que 47,2 % de sa production de gaz naturel en 2021, dont 37 % pour la production d'électricité, 27 % pour les besoins propres de l'industrie énergétique, 17 % dans le reste de l'industrie et 9 % pour les usages non-énergétiques (chimie).

### Charbon
Les réserves prouvées récupérables de charbon du Nigeria étaient estimées par l'Agence fédérale allemande pour les sciences de la terre et les matières premières (BGR) à 287 Mt (millions de tonnes) fin 2022, soit 0,04 % des réserves mondiales. Elles représentent 143 ans de production au rythme de 2022 : 2 Mt. BGR estime les ressources supplémentaires identifiées, mais dont l'exploitation n'est pas techniquement ou économiquement justifiée, à 1 857 Gt. BGR estime les ressources sud-africaines de lignite (non exploitées) à 57 Mt et les ressources potentielles supplémentaires à 320 Mt.

### Uranium
En mars 2009, la Russie a signé un accord de coopération avec le Nigeria, dans lequel étaient prévus l'exploration et l'exploitation minière de l'uranium dans le pays.

## Consommation intérieure brute d'énergie primaire

Consommation d'énergie primaire au Nigeria en 2011.

La consommation d'énergie primaire par habitant au Nigeria était de 32,4 GJ (Gigajoules) en 2021, soit seulement 41 % de la moyenne mondiale (78,4 GJ), mais 2,2 fois la moyenne africaine (14,6 GJ).
La consommation d'énergie au Nigeria ne représentait que 61 % de sa production en 2019 : le pays exportait 98 % de sa production de pétrole brut et 59 % de sa production de gaz naturel, et la biomasse traditionnelle couvrait 75 % de sa consommation ; ce pourcentage n'a que légèrement baissé depuis 1990 (79 %). La précision et la fiabilité des statistiques sur la biomasse sont certes limitées, mais l'ordre de grandeur est significatif d'une société dont la grande majorité est restée au stade pré-industriel. L'Energy Information Administration américaine estimait en 2014 à 80 % la part de la biomasse et des déchets (bois, charbon de bois, fumier, résidus de récolte) dans la consommation primaire et leur utilisation pour la cuisine et le chauffage, surtout en zone rurale ; elle note l'imprécision de ces estimations du fait de l'absence de marchés observables pour cette biomasse.
| Source                                                  | 1990  | %    | 2000  | %     | 2010  | %    | 2020  | %     | 2021  | % 2021  | var. 2021/1990 |
| Charbon                                                 | 2     | 0,06 | 0,01  | 0,002 | 1     | 0,02 | 61    | 0,9   | 65    | 0,9 %   | x39            |
| Pétrole                                                 | 432   | 15,5 | 467   | 12,8  | 851   | 15,9 | 934   | 13,9  | 970   | 14,0 %  | +124 %         |
| Gaz naturel                                             | 137   | 4,9  | 241   | 6,6   | 370   | 6,9  | 646   | 9,6   | 697   | 10,1 %  | +410 %         |
| Total fossiles                                          | 571   | 20,5 | 708   | 19,4  | 1 222 | 22,8 | 1 641 | 24,4  | 1 732 | 25,1 %  | +188 %         |
| Hydraulique                                             | 16    | 0,6  | 20    | 0,6   | 23    | 0,4  | 28    | 0,4   | 29    | 0,4 %   | +81 %          |
| Biomasse-déchets                                        | 2 195 | 78,9 | 2 917 | 80,0  | 4 089 | 76,7 | 5 060 | 75,2  | 5 144 | 74,5 %  | +134 %         |
| Solaire                                                 | 0     |      | 0     |       | 0     |      | 0,15  | 0,002 | 0,17  | 0,003 % | ns             |
| Total EnR                                               | 2 211 | 79,5 | 2 937 | 80,6  | 4 112 | 77,1 | 5 088 | 75,6  | 5 173 | 74,9 %  | +134 %         |
| Total                                                   | 2 781 | 100  | 3 645 | 100   | 5 333 | 100  | 6 729 | 100   | 6 905 | 100 %   | +148 %         |
| Source des données : Agence internationale de l'énergie |       |      |       |       |       |      |       |       |       |         |                |

## Consommation finale d'énergie
La consommation finale d'énergie au Nigeria (après raffinage, transformation en électricité ou en chaleur de réseau, transport, etc) a évolué comme suit :
| Source                                                  | 1990  | %    | 2000  | %     | 2010  | %    | 2020  | %    | 2021  | % 2021 | var. 2021/1990 |
| Charbon                                                 | 2     | 0,07 | 0,1   | 0,003 | 1     | 0,02 | 61    | 1,0  | 65    | 1,1 %  | x40            |
| Produits pétroliers                                     | 266   | 10,7 | 404   | 12,3  | 519   | 11,7 | 805   | 13,9 | 909   | 15,1 % | +242 %         |
| Gaz naturel                                             | 30    | 1,2  | 41    | 1,2   | 51    | 1,1  | 158   | 2,7  | 185   | 3,1 %  | +518 %         |
| Total fossiles                                          | 297   | 12,0 | 445   | 13,5  | 571   | 12,8 | 1 024 | 17,7 | 1 159 | 19,3 % | +290 %         |
| Biomasse-déchets                                        | 2 158 | 85,5 | 2 805 | 85,5  | 3 809 | 85,5 | 4 669 | 80,6 | 4 746 | 79,0 % | +120 %         |
| Électricité                                             | 28    | 1,1  | 31    | 0,9   | 74    | 1,7  | 99    | 1,7  | 102   | 1,7 %  | +260 %         |
| Total                                                   | 2 483 | 100  | 3 280 | 100   | 4 455 | 100  | 5 792 | 100  | 6 007 | 100 %  | +142 %         |
| Source des données : Agence internationale de l'énergie |       |      |       |       |       |      |       |      |       |        |                |

La répartition par secteur de la consommation finale d'énergie a évolué comme suit :
| Filière                                                 | 1990  | %    | 2000  | %    | 2010  | %    | 2020  | %     | 2021  | % 2021  | var. 2021/1990 |
| Industrie                                               | 89    | 3,6  | 135   | 4,1  | 297   | 6,7  | 371   | 6,4   | 394   | 6,6 %   | +343 %         |
| Transport                                               | 166   | 6,7  | 309   | 9,4  | 425   | 9,5  | 719   | 12,4  | 814   | 13,5 %  | +389 %         |
| Résidentiel                                             | 2 132 | 85,8 | 2 739 | 83,5 | 3 565 | 80,0 | 4 492 | 77,6  | 4 575 | 76,2 %  | +114 %         |
| Tertiaire                                               | 81    | 3,3  | 67    | 2,1  | 84    | 1,9  | 144   | 2,5   | 146   | 2,4 %   | +80 %          |
| Agriculture                                             | 0,2   | 0,01 | 0,3   | 0,01 | 0,4   | 0,01 | 0,2   | 0,003 | 0,2   | 0,003 % | +13 %          |
| Non spécifié                                            | 0     |      | 16    | 0,5  | 55    | 1,2  | 7     | 0,1   | 8     | 0,1 %   | ns             |
| Usages non énergétiques (chimie)                        | 15    | 0,6  | 13    | 0,4  | 28    | 0,6  | 58    | 1,0   | 70    | 1,2 %   | +373 %         |
| Total                                                   | 2 483 | 100  | 3 280 | 100  | 4 455 | 100  | 5 792 | 100   | 6 007 | 100     | +142 %         |
| Source des données : Agence internationale de l'énergie |       |      |       |      |       |      |       |       |       |         |                |

## Secteur de l'électricité

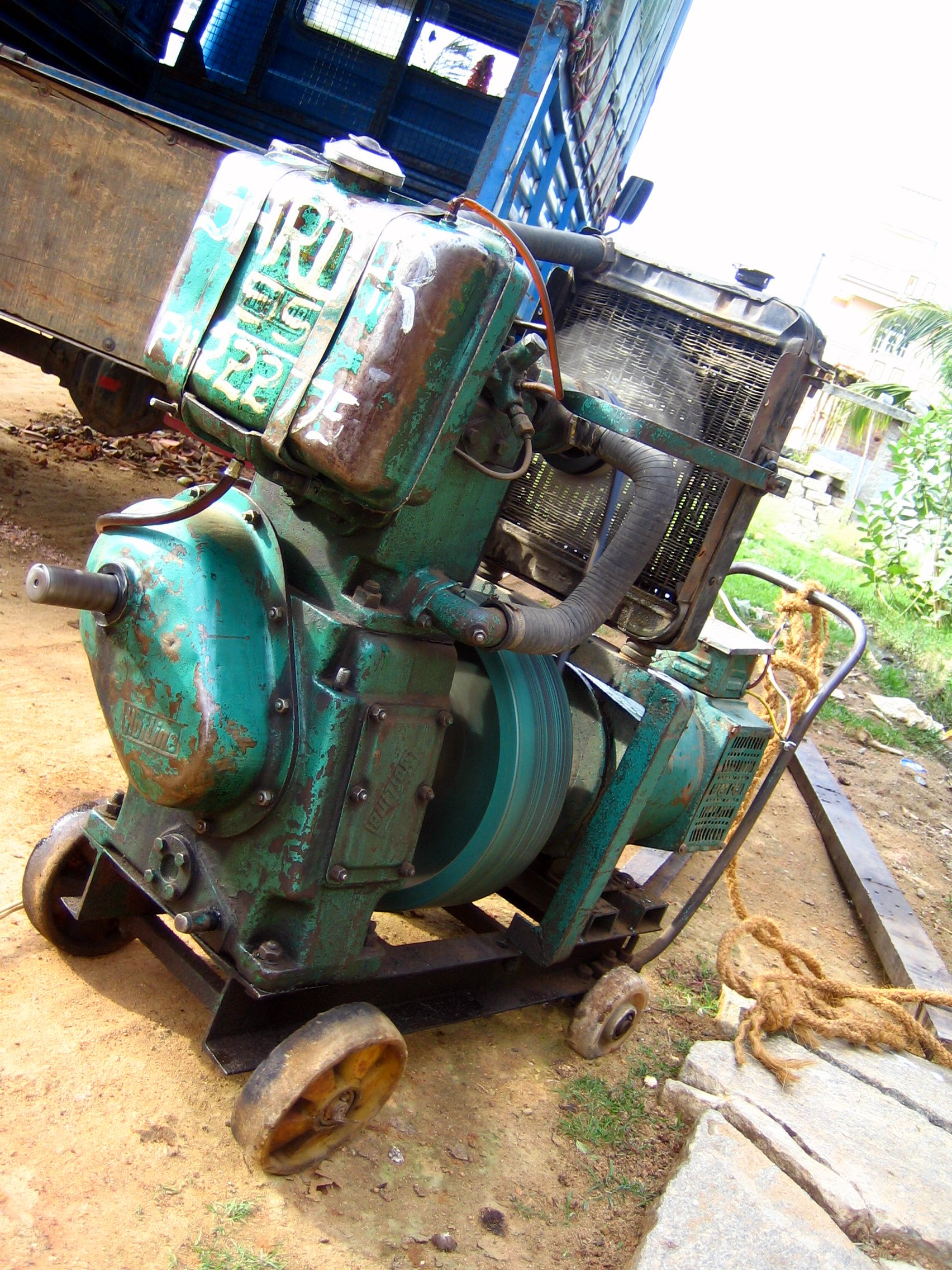
De nombreuses entreprises et particuliers utilisent des générateurs individuels pour assurer une fourniture régulière d'électricité

La capacité de production d'électricité du Nigeria atteignait 6 090 MW en 2012, dont 3 960 MW (65 %) à combustibles fossiles, 2 040 MW (33 %) d'hydroélectricité, 88 MW (1 %) de biomasse et déchets et 2 MW d'éolien, mais la production n'atteignait que 3 080 MW en moyenne, soit la moitié de la capacité. Le secteur électrique souffre d'insuffisance de maintenance, de pénuries d'approvisionnement en gaz et d'un réseau de transport et de distribution inadapté. Seulement 41 % des Nigérians ont accès à l'électricité et le demande réelle est estimée à 10 000 MW. Le Nigeria a l'un des taux de production d'électricité par habitant les plus bas au monde ; les Nigérians qui ont accès au réseau sont confrontés à des délestages, à des black-outs et à la dépendance envers leurs générateurs de secours, qui selon un rapport de 2010 produisent plus de 30 % de l'électricité malgré leur faible efficacité.
Le 1er novembre 2013, le gouvernement fédéral a vendu presque toutes ses compagnies de production (cinq sur six) et de distribution (dix sur onze) d'électricité à des compagnies privées ; les deux compagnies restantes seront rattachées à la compagnie publique de transport d'électricité, qui reste nationalisée. La privatisation faisait partie de la réforme du secteur initiée par l' Electric Power Sector Reform Act de 2005, prévoyant le démantèlement de la Power Holding Company of Nigeria (PHCN) qui supervisait les entreprises publiques de production et distribution. Le gouvernement souhaite vendre dix centrales à gaz relevant des National Integrated Power Projects (NIPP) lancés en 2004 afin d'utiliser le gaz associé au pétrole jusqu'ici torché ; mais le Nigeria souffre d'une pénurie de gaz pour les centrales électriques, car il est plus rentable pour les producteurs de gaz d'exporter leur gaz, les prix intérieurs étant plus bas ; ceci empêche le gouvernement de trouver acquéreur pour ces centrales.

### Production d'électricité
| Source                                                  | 1990   | %    | 2000   | %    | 2010   | %    | 2020   | %    | 2021   | % 2021 | var. 2021/1990 |
| Charbon                                                 | 13     | 0,1  | 0      |      | 0      |      | 0      |      | 0      | 0 %    | -100 %         |
| Pétrole                                                 | 1 840  | 13,7 | 0      |      | 0      |      | 0      |      | 0      | 0 %    | -100 %         |
| Gaz naturel                                             | 7 223  | 53,7 | 9 099  | 61,8 | 19 747 | 75,6 | 27 324 | 77,9 | 28 045 | 77,8 % | +288 %         |
| Total fossiles                                          | 9 076  | 67,4 | 9 099  | 61,8 | 19 747 | 75,6 | 27 324 | 77,9 | 28 045 | 77,8 % | +209 %         |
| Hydraulique                                             | 4 387  | 32,6 | 5 628  | 38,2 | 6 374  | 24,4 | 7 689  | 21,9 | 7 942  | 22,0 % | +81 %          |
| Solaire                                                 | 0      |      | 0      |      | 0      |      | 41     | 0,1  | 48     | 0,1 %  | ns             |
| Total                                                   | 13 463 | 100  | 14 727 | 100  | 26 121 | 100  | 35 054 | 100  | 36 035 | 100 %  | +168 %         |
| Source des données : Agence internationale de l'énergie |        |      |        |      |        |      |        |      |        |        |                |

#### Centrales thermiques classiques
Parmi les principales centrales :
- centrale de Sapele (1 470 MW) cycle combiné gaz, construite de 1978 à 2012 dans l'État du Delta, opérateur : Niger Delta Power Holding Co Ltd[11].

- centrale d'Olorunsogo (1 054 MW) cycle combiné gaz/pétrole, construite de 2007 à 2015 dans l'État d'Ogun à 70 km à l'ouest de Lagos, opérateur : SEPCO Pacific Partners Ltd[11].

Le gouvernement a signé en décembre 2014 un accord avec la compagnie turque Koztek Electric and Energy Technologies en vue de la construction de nouvelles centrales et de lignes de transport « entièrement financées par des intérêts commerciaux turcs ». En juin 2015 Geometric Power a annoncé son projet de construire une centrale de 1 080 MWe dans l'état d'Abia, au sud-est, en partenariat avec General Electric. La mise en service de la première phase de 500 MWe du projet est attendue en 2019 à un coût de 800 millions de dollars.

#### Projets nucléaires
Le premier réacteur de recherche du Nigeria a été mis en service à l'université Ahmadu Bello en 2004. C'est un réacteur miniature chinois à source de neutrons de 30 kW, utilisant de l'uranium hautement enrichi. L'IAEA a assisté le gouvernement nigérian sur ce projet.
Afin de satisfaire rapidement la demande croissante d'électricité, le Nigeria a sollicité au début des années 2000 l'aide de l'Agence internationale de l'énergie atomique (AIEA) pour développer des projets visant 4 000 MWe de puissance nucléaire en 2025. Sa demande était prévue à 10 000 MWe pour 2007, bien que la puissance délivrée au réseau en 2006 ait été seulement de 2 600 MWe. des coupures de courant ont poussé des industries à se relocaliser au Ghana. Le Ministère fédéral de l'électricité, chargé de la production d'électricité, des réseaux et de la tarification, a fait approuver en 2007 par le gouvernement fédéral un cadre technique ou « feuille de route » pour son programme nucléaire. Un plan stratégique a été adopté en 2009, avec un objectif de 1 000 MWe de nucléaire en 2020 et 4 000 MWe supplémentaires en 2030. En 2013 des préparatifs ont été menés pour une mission IAEA INIR en 2014.
Une Nigerian Nuclear Regulatory Authority (NNRA) a été créée pour la supervision réglementaire de tous les usages des rayonnements ionisants, des matériaux nucléaires et des sources radioactive sous l'autorité du Ministère fédéral des sciences et technologies. La Nigerian Atomic Energy Commission (NEAC) n'est placée sous l'autorité d'aucun ministère fédéral, et est responsable pour le Nuclear Energy Program Implementation Committee (NEPIC). En octobre 2010 la NEAC a annoncé la sélection de quatre sites pour évaluation ultérieure par son équipe environnementale : près de Geregu/Ajaokuta dans l'état de Kogi (zone centrale), Itu dans l'état d'Akwa Ibom (sud-est), Agbaje, Okitipupa dans l'état d'Ondo (sud-ouest) et Lau dans l'état de Taraba (nord-est). La construction était envisagée à partir de 2014, et la mise en service en 2020. Les deux premiers sites, Geregu et Itu, ont été évalués en 2014-15 et confirmés comme prioritaires. Une licence préliminaire par la NNRA est attendue en 2016. Rosatom a déclaré s'attendre à ce que deux réacteurs soient construits sur chaque site.
En mars 2009, la Russie a signé un accord de coopération avec le Nigeria prévoyant l'exploration et l'extraction de l'uranium dans le pays. Un accord-cadre de juin 2009 envisage la construction d'un réacteur électrogène russe et un nouveau réacteur de recherche. En juillet 2011 Rosatom et la Nigerian Atomic Energy Commission ont finalisé un projet d'accord intergouvernemental pour coopérer sur le design, la construction, l'exploitation et la déconstruction d'une centrale nucléaire initiale. Trois centrales nucléaires supplémentaires sont prévues, portant le coût total à près de 20 milliards de dollars. En juin 2012 Rosatom a signé un protocole d'accord avec la NAEC pour préparer un programme complet de construction centrales nucléaires au Nigeria, incluant le développement de l'infrastructure et un système de régulation pour la sûreté nucléaire. Rosatom a confirmé que des solutions de financement russes seront proposées au Nigeria, dont l'option préférée est un arrangement de type « build-own-operate (BOO) » (construction-propriété-exploitation) avec la majorité du capital pour Rosatom. Au début 2015 l'intention était de mettre en service une première unité en 2025 et 4 800 MWe en fonctionnement en 2035.
Après une évaluation de concepts américains par la Nigerian Nuclear Regulatory Authority (NNRA) en 2009, le gouvernement de l'état d'Imo a signé un accord avec Barnett Holding Co pour étudier des sites pour des réacteurs nucléaires modulaires, utilisant les directives de l'IAEA. Ces réacteurs devaient être de 5 à 20 MWe, déployés dans un quartier d'Owerri, Ogwu city, et ailleurs dans l'état d'Imo.

#### Énergies renouvelables
Le Plan directeur pour l'énergie renouvelable (Renewable Energy Master Plan - REMP) lancé en 2011 par le Ministère fédéral de l'environnement fixe l'objectif de porter la part des énergies renouvelables dans la production d'électricité de 13 % en 2015 à 23 % en 2025 et 36 % en 2030, ce qui porterait à 10 % en 2025 la part de l'électricité renouvelable dans la consommation totale d'énergie. Ce plan fixe également des objectifs de puissance installée par énergie :
- petite hydraulique : 600 MW en 2015 et 2 000 MW en 2025 ;
- solaire photovoltaïque : 500 MW en 2025 ;
- centrales à biomasse : 50 MW en 2015 et 400 MW en 2025 ;
- éolien : 40 MW en 2025.

Il prévoit aussi de porter le taux d'électrification de 42 % en 2005 à 60 % en 2015 et 75 % en 2025. Pour réaliser ces objectifs, il prévoit à court terme un moratoire sur les taxes à l'importation pour les technologies à énergies renouvelables, et à plus long terme des déductions fiscales, des incitations à l'investissement et des prêts à taux réduits.
Pour favoriser l'essor de l'énergie solaire, le gouvernement nigérian impose en novembre 2015 aux compagnies de distribution d'électricité de se fournir à 50 % en énergie renouvelable. En effet, une série d'accords conclus entre gouvernement et entreprises porte le total des projets de construction de centrales solaires à 5 GW fin 2015.

##### Hydroélectricité

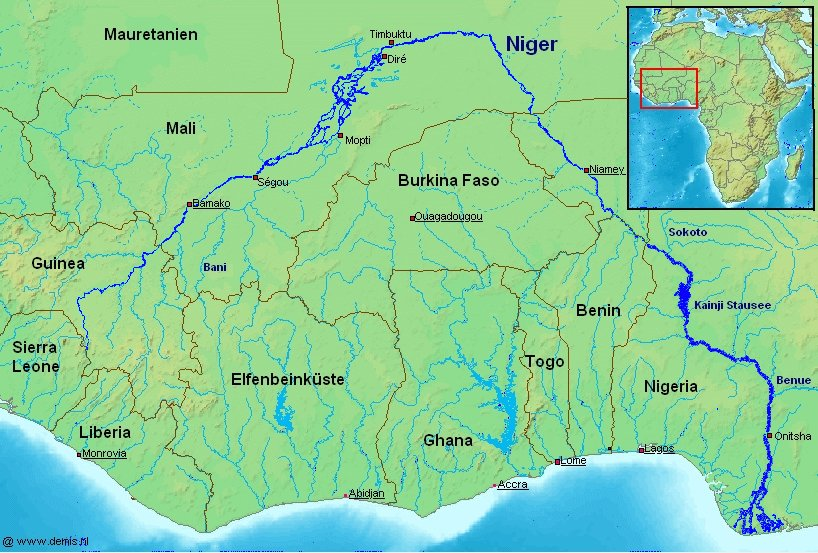
Carte du fleuve Niger : le réservoir de Kainji est localisé (Kainji Stausee).

La production hydroélectrique du Nigeria a atteint 8 TWh en 2021, au 7e rang en Afrique avec 5,5 % de la production africaine, loin derrière la Zambie : 15 TWh et le Mozambique : 15 TWh. La puissance installée des centrales hydroélectriques du Nigeria totalisait 2 111 MW fin 2021, soit 5,5 % du total africain, au 8e rang, loin derrière l'Éthiopie (4 074 MW) et l'Angola (3 836 MW). La première unité de 175 MW de la centrale de Zungeru a été mise en service en 2022 ; à son achèvement, cette centrale fournira 700 MW.
Le barrage Kainji sur le fleuve Niger, construit de 1962 à 1968, alimente une centrale de 760 MW.
Le barrage de Jebba sur le fleuve Niger, mis en service en 1984, alimente une centrale de 540 MW.
La centrale de Shiroro (600 MW), sur la rivière Kaduna, affluent du Niger, a été mise en service en 1990.
La mise en service de la centrale de Zungeru (700 MW), en construction depuis 2013, initialement prévue en décembre 2021, a pris du retard. Sa première turbine de 175 MW entre en service au premier trimestre 2022. En novembre 2022, le gouvernement organise un appel d’offres pour la concession de l'exploitation et l'entretien de la centrale pendant 30 ans. Les travaux sur le projet doivent s’achever au premier trimestre 2023. Le barrage, d’une hauteur de 101 m et long de 233 m, est construit sur la rivière Kaduna, un affluent du fleuve Niger, par un consortium chinois composé de Sinohydro et China National Electric Engineering Company (CNEEC). Le réservoir est stocker 10,4 Gm3 (milliards de m3) d’eau. La production prévue est de 2,64 TWh par an.
Le projet Gurara II (360 MW), sur la rivière Gurara dans l'État de Kaduna, au centre du Nigeria, est en développement par le ministère fédéral des ressources en eau, qui prévoit de lancer le chantier en 2023 pour une mise en service en 2026. Sa production annuelle est estimée à 1,13 TWh. L'exploitation devrait être concédée à Sinohydro. Le gouvernement fédéral a approuvé en mai 2019 un prêt de 1 milliard $ de la banque chinoise EXIM Bank pour le développement du projet. La centrale Gurara I (30 MW) produit déjà de l'électricité et fournit de l'eau pour l'irrigation du nord du pays.
Le projet hydroélectrique de Mambilla (3 050 MW), sur la rivière Dongo dans l’État de Taraba, comprend la construction de quatre barrages et de deux centrales souterraines avec chacune six groupes turbine-alternateur de 250 MW. L'électricité produite par l'installation sera transmise au réseau national par quatre lignes de transport à courant continu de 500 kV, d'une longueur totale de 700 km. Le coût du projet est estimé à 5,8 milliards $, financés à 85 % par l'EXIM Bank et 15 % par le gouvernement fédéral du Nigeria. Le projet, conçu à l'origine en 1972, n'a réellement commencé à se réaliser qu'en 2007 avec la signature d'un contrat avec le groupe chinois Gezhouba pour le développement d'un projet de 2 600 MW, porté à 3 050 MW en 2012. En 2017, le ministère fédéral nigérian des travaux d'électricité et du logement attribue le contrat d'ingénierie, d'approvisionnement et de construction (EPC) du projet à un consortium composé de Sinohydro, société d'ingénierie et de construction hydroélectrique appartenant à l'État chinois, China Gezhouba Group, et Société chinoise de géo-ingénierie. Mais le chantier est interrompu en novembre 2017 à la suite d'un contentieux entre le gouvernement nigérian et la société nigériane Sunrise Power and Transmission Company Limited (SPTCL), qui affirme avoir obtenu le contrat de construction, d’exploitation et de transfert en 2003, avant une défection du gouvernement. En février 2020, un accord d’arbitrage est conclu pour régler le différend à l’amiable : le gouvernement accepte de verser 200 millions $ à la société SPTCL pour rupture de contrat. Mais en mai 2021, le gouvernement n'ayant pas payé, SPTCL dépose une autre plainte auprès du Chambre internationale du commerce à Paris. En novembre 2021, SPTCL accepte de renoncer aux pénalités de 500 millions $ encourus par le gouvernement fédéral pour ses manquements.
Le Nigeria prévoyait en 2014 de porter d'ici 2020 à 5 690 MW la capacité des centrales hydroélectriques, soit presque un triplement de la capacité de 2012 : 2 040 MW. Ces plans prévoyaient de réhabiliter les centrales hydroélectriques existantes et d'en construire de nouvelles : Gurara II (360 MW), Zungeru (700 MW) et Mambilla (3 050 MW). Fin 2013, le gouvernement a annoncé un accord de 1,3 milliard $ avec la Chine pour réaliser le projet de Zungeru. L'Export-Import Bank of China couvrira 75 % du coût et le gouvernement nigérian financera le reste. Le projet était initialement programmé pour une mise en service en 2017, mais cette date a été repoussée à cause de problèmes juridiques.

##### Solaire
Le gouvernement projette d'accroître l'utilisation de l'énergie solaire ; SkyPower FAS Energy, une joint venture entre SkyPower Global et FAS Energy, a signé en mai 2014 des accords avec le gouvernement fédéral du Nigeria et le gouvernement de l'état du Delta pour le développement, la construction et l'exploitation de 3 GWc de centrales solaires photovoltaïques pour un coût estimé de 5 milliards de dollars sur cinq ans. Un régime de tarif d'achat réglementé (feed-in tariff - FIT) est en préparation pour soutenir l'investissement dans les énergies renouvelables.
Il est prévu l'ouverture d'une première ferme photovoltaïque de 75 MW en 2017.

### Réseaux électriques

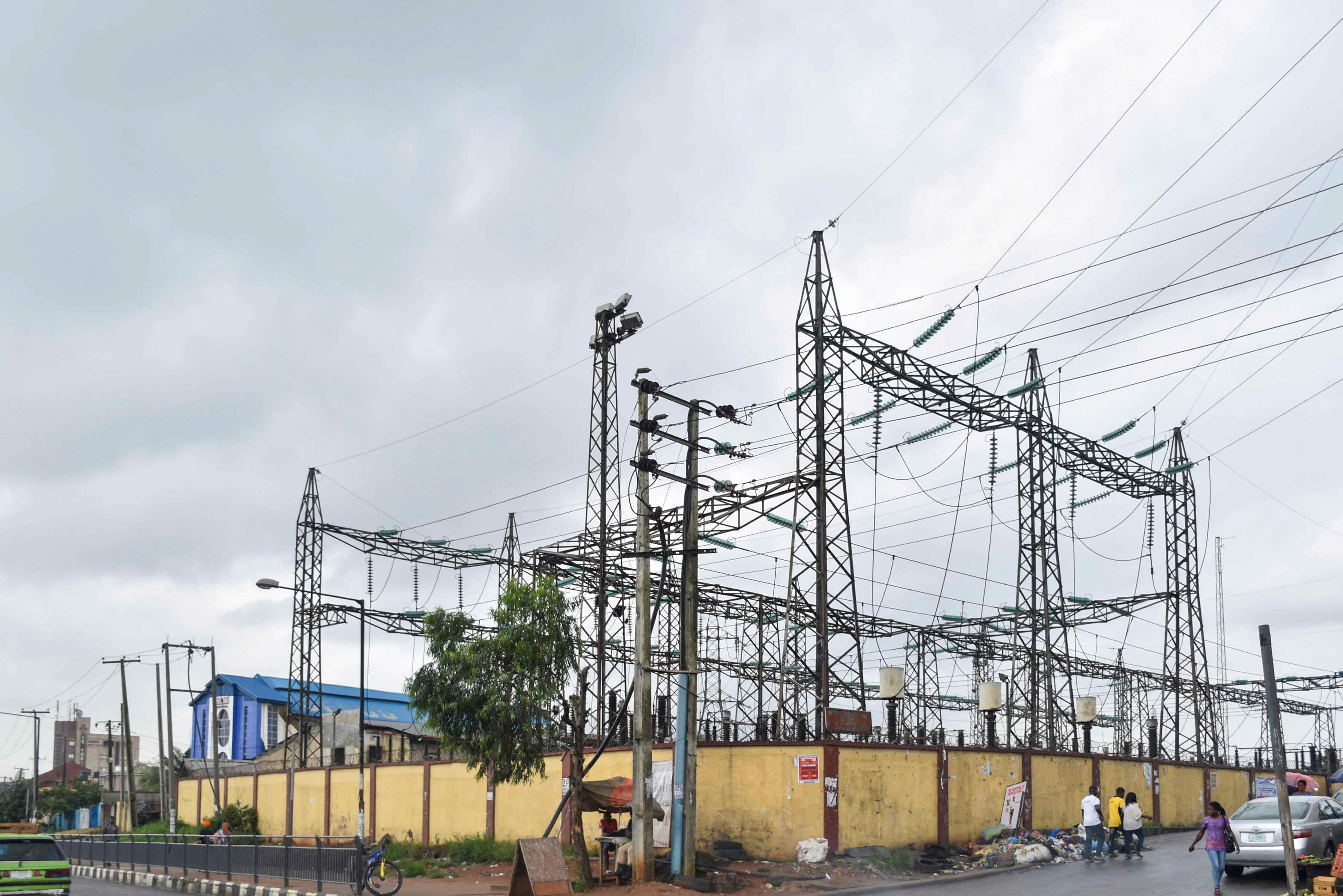
Transformateur haute tension de Maryland (Nepa), Lagos, 2019.

### Consommation finale d'électricité
La consommation d'électricité par habitant au Nigeria était de 0,1 MWh en 2021, soit seulement 3 % de la moyenne mondiale (3,4 MWh) et 17 % de la moyenne africaine (0,6 MWh).
Le taux d'électrification au Nigeria est estimé à 41 % en 2013, laissant près de 100 millions de nigérians sans accès à l'électricité.
La répartition par secteur de la consommation finale d'électricité a évolué comme suit :
| Secteur                                                 | 1990  | %    | 2000  | %    | 2010   | %    | 2020   | %    | 2021   | % 2021 | var. 2021/1990 |
| Industrie                                               | 2 016 | 25,6 | 1 866 | 21,6 | 3 249  | 15,7 | 3 818  | 13,8 | 3 946  | 13,9 % | +96 %          |
| Résidentiel                                             | 3 949 | 50,2 | 4 431 | 51,3 | 11 962 | 57,9 | 16 262 | 58,9 | 16 658 | 58,8 % | +322 %         |
| Tertiaire                                               | 1 906 | 24,2 | 2 346 | 27,1 | 5 449  | 26,4 | 7 546  | 27,3 | 7 729  | 27,3 % | +305 %         |
| Total                                                   | 7 871 | 100  | 8 643 | 100  | 20 660 | 100  | 27 626 | 100  | 28 333 | 100 %  | +260 %         |
| Source des données : Agence internationale de l'énergie |       |      |       |      |        |      |        |      |        |        |                |

## Impact environnemental

### Émissions de gaz à effet de serre liées à l'énergie
Les estimations de l'Agence internationale de l'énergie détaillées ci-dessous incluent l'ensemble des émissions de gaz à effet de serre liées à l'énergie (CO2, CH4, etc)
|                                             | 1971 | 1990 | 2022  | var. 2022/1971 | var. 2022/1990 | var. Monde 2022/1990 |
| Émissions liées à l'énergie (Mt CO2eq)      | 85   | 158  | 189   | +122 %         | +20 %          | +60 %                |
| Émissions dues à la combustion (Mt CO2eq)   | 14,6 | 40,7 | 127,3 | +772 %         | +213 %         | +64 %                |
| Source : Agence internationale de l'énergie |      |      |       |                |                |                      |

| Combustible                                 | 1971 Mt CO2eq | 1990 Mt CO2eq | 2022 Mt CO2eq | %    | var. 2022/1990 | var. Monde 2022/1990 |
| Charbon                                     | 0,5           | 0,2           | 3,4           | 3 %  | x17            | +82 %                |
| Pétrole                                     | 4,9           | 21,3          | 68,6          | 54 % | +222 %         | +32 %                |
| Gaz naturel                                 | 0,4           | 6,9           | 30,3          | 24 % | +339 %         | +103 %               |
| Source : Agence internationale de l'énergie |               |               |               |      |                |                      |

### Émissions deCO2liées à l'énergie
Les émissions de CO2 liées à l'énergie par habitant sont très faibles : 0,46 tonnes en 2022, soit 10,7 % de la moyenne mondiale (4,29 tonnes) et 52 % de la moyenne africaine (0,89 tonnes). Mais elles progressent cinq fois plus vite que la moyenne mondiale : +53 % contre +10,6 % entre 1990 et 2022.
|                                             | 1971 | 1990 | 2022 | var. 2022/1971 | var. 2022/1990 | var. Monde 2022/1990 |
| Émissions/habitant (t CO2/hab)              | 0,10 | 0,30 | 0,46 | +360 %         | +53 %          | +10,6 %              |
| Source : Agence internationale de l'énergie |      |      |      |                |                |                      |

| | Émissions 2022      | part du secteur | Émissions/habitant |
| Secteur | Millions tonnes CO2 | %               | tonnes CO2/hab.    |
| Secteur énergie hors élec. | 9,5                 | 9 %             | 0,04               |
| Industrie et construction | 14,1                | 14 %            | 0,06               |
| Transport | 60,8                | 61 %            | 0,28               |
| dont transport routier | 60,2                | 60 %            | 0,28               |
| Résidentiel | 11,7                | 12 %            | 0,05               |
| Tertiaire | 3,7                 | 4 %             | 0,02               |
| Total | 100,4               | 100 %           | 0,46               |
| Source : Agence internationale de l'énergie * après ré-allocation des émissions de la production d'électricité et de chaleur aux secteurs de consommation |                     |                 |                    |

### Pollution de l'eau et des sols par les hydrocarbures
Des groupes locaux cherchant à s'approprier une part des richesses attaquent fréquemment les infrastructures, forçant les compagnies à déclarer la force majeure sur des cargaisons de pétrole. De plus, les vols de pétrole causent des dommages, souvent graves, aux oléoducs, causant des pertes de pétrole, des pollutions et des arrêts de production. Des infrastructures vieillissantes et le manque de maintenance ont aussi causé des marées noires. Les protestations de groupes locaux contre ces dommages environnementaux ont exacerbé les tensions entre certaines communautés locales et les compagnies pétrolières internationales. L'industrie a été blâmée pour la pollution de l'air, des sols et de l'eau, causant de pertes de terres arables et de ressources halieutiques.
Le Programme des Nations unies pour l'environnement (PNUE) prévoyait en 2012 qu'il faudrait 25 à 30 ans pour dépolluer le delta, dans la plus vaste opération de nettoyage jamais réalisée. Shell a reconnu en août 2012 son rôle dans deux marées noires survenues en 2008 et 2009, s'engageant à payer des compensations. En janvier 2013, janvier, le tribunal de La Haye a rejeté quatre des cinq plaintes de fermiers et pêcheurs nigérians, qui accusaient une filiale de Shell d'avoir pollué leur village, terres et étangs, à cause de fuites dans un oléoduc. Ces dégâts ont été reconnus, mais la justice néerlandaise a relevé que dans la loi nigériane, la société-mère de Shell, basée à La Haye, n'a aucune obligation d'empêcher ses filiales, Shell Nigeria en l'occurrence, « de faire du tort à des tiers ». L'une des cinq plaintes a par contre été retenue contre cette filiale, condamnée à payer des dédommagements pour deux fuites de pétrole survenues en 2006 et 2007 près du village d'Ikot Ada Udo, proche du delta du Niger. Si le tribunal a considéré que ces fuites étaient dues aux sabotages liés aux vols de pétrole, il a néanmoins estimé que Shell Nigeria aurait dû prendre des mesures pour y remédier. Shell s'est de son côté félicitée d'avoir été blanchie en tant que société-mère ; elle nie toute responsabilité dans les fuites, assurant que la pollution pétrolière dans le delta du Niger est due en grande partie au détournement du pétrole qui coule dans les oléoducs, le bunkering, qui a capté en 2012 environ un cinquième de la production nationale de pétrole, selon le ministre nigérian des finances. La compagnie affirme que 26 000 barils de pétrole se sont déversés dans le delta du Niger en 2012, soit 70 % de plus que l'année précédente. Mutiu Sunmonu, patron du groupe au Nigeria, affirmait à l'AFP en 2011 que « 70 % des fuites dans le delta sont dues au sabotage ». D'après le blog environnement du Guardian toutefois, bien que les habitants admettent ouvrir de petites raffineries locales « pour survivre », « il y a de plus en plus de preuves que les vols les plus importants ne viennent pas des villageois et des agriculteurs du delta, mais de rackets sophistiqués, venant de gangs organisés au cœur du gouvernement local, et même national, et de l'armée, qui volent et déversent du pétrole à grande échelle ».

### Pollution de l'air
L'utilisation quasi-générale du bois ou de déchets végétaux pour la cuisson est une source majeure de pollution : l'Organisation mondiale de la santé évalue la mortalité due à la pollution de l'air intérieur en 2012 à 65 décès pour 100 000 habitants en Afrique, ce qui donne pour le Nigeria une estimation de près de 110 000 décès.
Le torchage du gaz naturel a contribué à la pollution atmosphérique.